# Anatol Stern

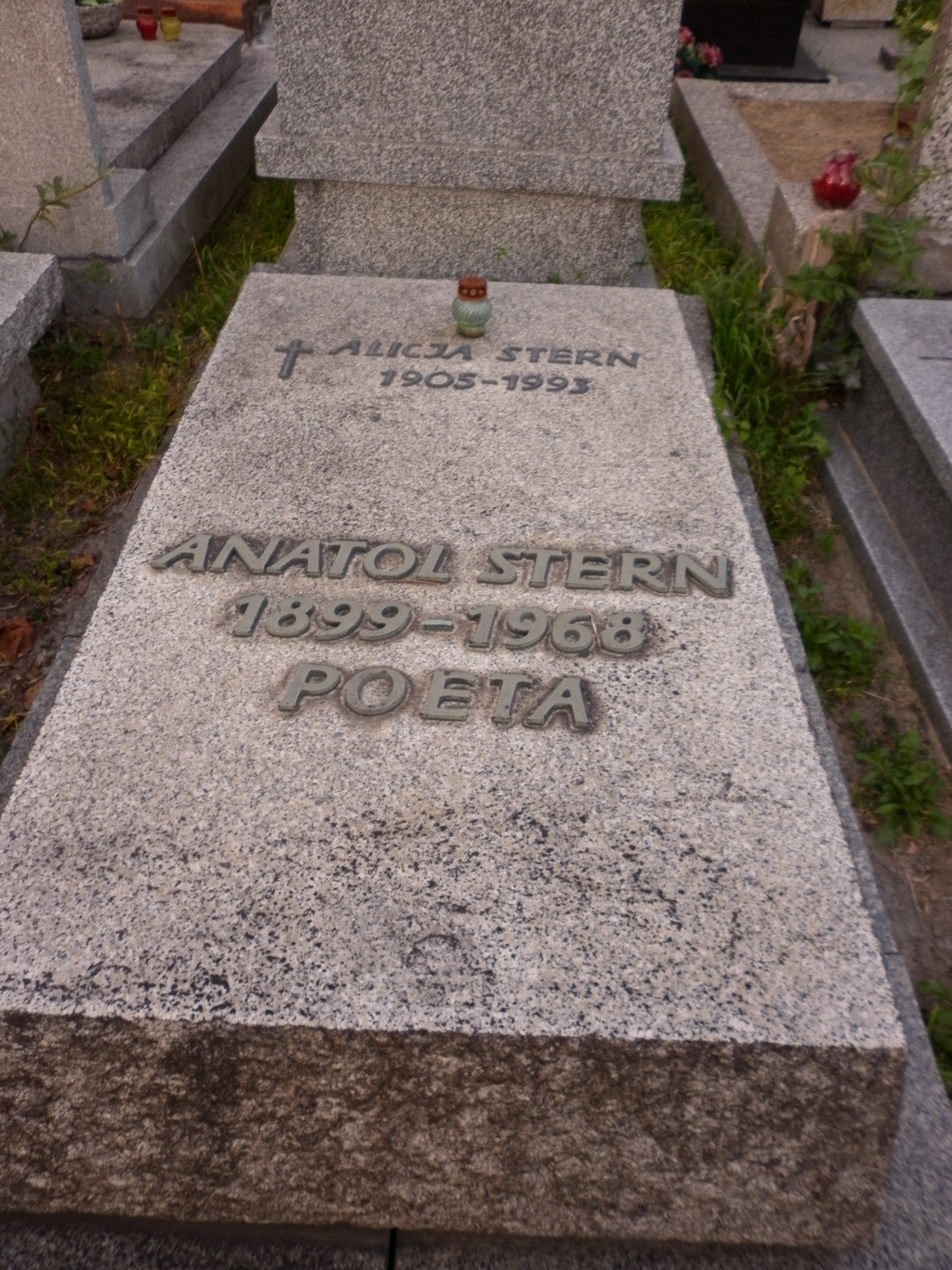
Grób Anatola Sterna na Powązkach Wojskowych (2011)

Anatol Stern (ur. 24 października 1899 w Warszawie, zm. 19 października 1968 tamże) – poeta, prozaik, krytyk filmowy i literacki, scenarzysta, tłumacz. Wraz z Brunonem Jasieńskim jest autorem manifestu polskiego futuryzmu Nuż w bżuhu.

## Życiorys
Urodził się w Warszawie w zasymilowanej rodzinie żydowskiej jako syn dziennikarza. Po ukończeniu warszawskiego gimnazjum studiował polonistykę na Uniwersytecie Wileńskim, której nie ukończył. W 1919, w wieku 20 lat, opublikował swój pierwszy tomik poetycki Nagi człowiek w śródmieściu, a w 1920 r. Futuryzje. W 1924 opublikował obszerny tomik wierszy Anielski cham, tego samego roku powziął decyzję wydania nowych przekładów wierszy rosyjskich (przede wszystkim Jasieńskiego) w Antologii nowej poezji rosyjskiej ze wstępem krytycznym. Praca ukazała się jednak dopiero w 1927 r. pod postacią jednego tomu ograniczonego do poezji Majakowskiego.
W latach 1921–1923 redagował wraz z J. Iwaszkiewiczem czasopismo „Nowa Sztuka”, publikował w jednodniówkach futurystycznych (Tak, Gga, Niebieskie pięty), a także w czasopismach „Skamander”, „Wiadomości Literackie” (w których zamieszczał recenzje filmowe) oraz w „Zwrotnicy”. W 1924 został redaktorem dwutygodnika „Wiadomości Filmowe”. Ponadto był członkiem Rady dla Spraw Kultury Filmowej i wziętym scenarzystą (ponad 30 scenariuszy).
W 1927 doszedł do wniosku że marksizm i religia nie kłócą się ze sobą, i że są źródłami mądrości, oraz że są swym wzajemnym dopełnieniem, bez którego walka o szczęście ludzkości nie miałaby podstaw.
Po wybuchu II wojny światowej udał się do Lwowa, gdzie 23 stycznia 1940 został aresztowany (wraz z m.in. Władysławem Broniewskim, Aleksandrem Watem, Tadeuszem Peiperem) przez władze sowieckie. Przebywał w więzieniu. Na mocy układu Sikorski-Majski wstąpił do Armii Polskiej, z którą udał się na Bliski Wschód. W latach 1942–1948 przebywał w Palestynie, gdzie publikował swoje utwory w przekładach na język hebrajski, współpracował również z „Biuletynem Wolnej Polski”. Po powrocie do Polski w 1948 zamieszkał w Warszawie. Swoją twórczość drukował w czasopismach „Kuźnica”, „Nowiny Literackie”, „Odrodzenie”, „Nowa Kultura”, „Po prostu”, „Przegląd Kulturalny”. W połowie lat 50. był kierownikiem literackim zespołu filmowego „Iluzjon”.
Zmarł w stolicy 19 października 1968. Spoczywa na Cmentarzu Wojskowym na Powązkach (kw. A38-8-22).

## Kłopoty Sterna z cenzurą
Twórczość Sterna kilkakrotnie stała się obiektem zainteresowania cenzury. 15 i 16 listopada 1919 w Wilnie, podczas wieczorów poetyckich „Rumak uśmiechnięty”, poeta wygłosił wiersz Uśmiech Primavery. Jego fragment:
Kiwnie mi głową uśmiechnięta
Wystrojona Panna Święta,
Na Jej twarzy drgają fiołki –
A na tacy złocistej
Z ukłonem Bożek, jak lokaj,
Aromatyczny, soczysty
W kieliszku poda mi tokaj.
wzbudził oburzenie i oskarżenie poety o bluźnierstwo. 11 grudnia w Warszawie Sterna aresztowano i przewieziono do Wilna. Na początku 1920 warszawskie gazety opublikowały napisany przez Antoniego Słonimskiego list protestacyjny, głoszący, że wiersz Uśmiech Primavery nie zawiera bluźnierstwa, a jedynie pewne niezręczności formy, które mogą skutkować takim nieporozumieniem; pod listem podpisali się m.in. Stefan Żeromski, Wacław Berent, Leopold Staff, Juliusz Kaden-Bandrowski oraz skamandryci. Protest nie odniósł skutku – Stern po trzymiesięcznym areszcie stanął przez wileńskim sądem, który zasądził wysoki wyrok rocznego więzienia. Poeta odwoływał się od wyroku, do czasu jego uprawomocnienia pozostając na wolności. Uniewinnił go dopiero sąd trzeciej instancji 14 stycznia 1922. Uśmiech Primavery znalazł się w tomiku Sterna Futuryzje w wersji zmienionej, jednak w przypisie podana była jego pierwotna treść.
Cenzura interweniowała również w sprawie wydanego w 500 egzemplarzach przez Sterna i Aleksandra Wata almanachu Gga. 10 lutego 1921 cały nakład został zatrzymany z powodu nieobyczajności zamieszczonych w piśmie wierszy. Był to pierwszy przypadek konfiskaty futurystycznego wydawnictwa. W tej sprawie interweniował bezskutecznie „Kurier Polski”, w, pisanym prawdopodobnie przez Słonimskiego, artykule domagając się oddzielenia dwóch tak pożytecznych rzeczy jak policja i literatura oraz zapytując czy nowe kierunki poetyckie godzą w interesy państwa.
W połowie marca 1921 skonfiskowano także cały liczący 500 egzemplarzy nakład wydanej przez Sterna i Wata jednodniówki Nieśmiertelny tom futuryz. Była to złożona na pół kartka, na której wydrukowano okładkę i cztery krótkie utwory. Zastrzeżenia cenzorów wzbudził jeden z nich – Nimfy Sterna, zawierający śmiałą obyczajowo treść. Według ówczesnych przepisów konfiskata powinna w ciągu trzech miesięcy zostać zatwierdzona lub uchylona przez sąd. Wobec braku jakiegokolwiek wyroku futuryści ogłosili w listopadzie 1921 r. (w Nożu w bżuhu), że interwencję cenzury uważają za anulowaną i rozpoczynają kolportaż swoich wydawnictw. Tak działo się z almanachem Gga, ale cały nakład Nieśmiertelnego tomu futuryz pozostał w rękach cenzury i nigdy nie wrócił do autorów, pomimo ich żądań.

## Twórczość

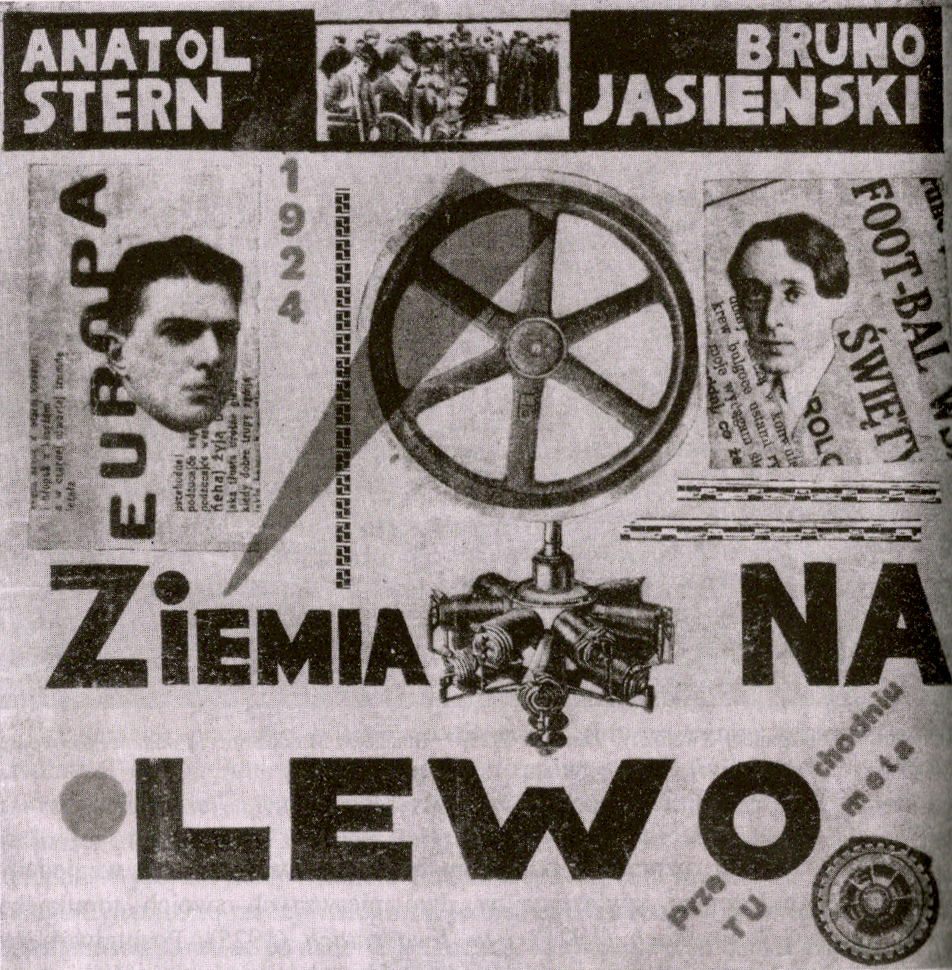
Anatol Stern, Bruno Jasieński, Ziemia na lewo, Warszawa 1924 Projekt okładki: Mieczysław Szczuka.

### Tomiki wierszy
- Nagi człowiek w śródmieściu (poemat, 1919)
- Futuryzje (1920)
- Anielski cham, Ziemia na lewo (wraz z Jasieńskim) (1924)
- Bieg do bieguna (1927)
- Rozmowa z Apollinem (1938)
- Wiersze i poematy (1956)
- Pod gwiazdami wschodu (Czytelnik, 1957)
- Widzialne i niewidzialne (1964)
- Z motyką na słońce (1967)
- Alarm nocny (Czytelnik, 1970)

### Proza
- Namiętny pielgrzym, 1933.
- Maleńki człowiek z Wielkiej Doliny (opowiadanie)
- Ludzie i syrena (powieść, Jerozolima 1944, wydanie krajowe 1955.)
- Zaczarowana grządka (powieść dla dzieci)
- Opowieść o żołnierzu i diable (1957)
- Opowiadania starego szpaka (opowiadanie dla dzieci, 1975)
- Zabawa w piekło (zbiór opowiadań)
- Wspomnienia z Atlantydy (Wyd. Artystyczne i Filmowe, 1959)

### Eseje
- Poezja zbuntowana (szkice o poezji dwudziestolecia międzywojennego, 1964)
- Bruno Jasieński (Wiedza Powszechna, 1969)
- Legendy naszych dni (Wydawnictwo Literackie, 1967)
- Historie z nieco innych wymiarów (Iskry, 1970)
- Poezja zbuntowana: szkice i wspomnienia (Państwowy Instytut Wydawniczy, 1970)
- Głód jednoznaczności i inne szkice (Czytelnik, 1972)
- Dom Apollinaire’a: rzecz o polskości i rodzinie poety (przygotowała do druku Alicja Sternowa; oprac. i przypisami opatrzył Zygmunt Czerny, Wydawnictwo Literackie, 1973)

### Opracowania i tłumaczenia
- Władimir Majakowski, Wybór satyr, pod red. Anatola Sterna; il. Jan Młodożeniec; [przekł. zbiorowy z ros.], Czytelnik, 1955
- Władimir Majakowski, Młodym: wybór wierszy, pod red. Anatola Sterna, Iskry, 1956
- Aleksandr Puszkin, Utwory dramatyczne; przełożyli Seweryn Pollak, Anatol Stern, Marian Toporowski; [red. t. Antoni Słonimski], Wyd. 2., Państwowy Instytut Wydawniczy; 1956
- Bruno Jasieński, Utwory poetyckie; wyboru dokonał i wstępem opatrzył Anatol Stern, Czytelnik, 1960.
- Mykoła Bażan, Mickiewicz w Odessie: 1825 rok: cykl poezji, przeł. Anatol Stern; il. Antoni Uniechowski, Iskry, 1962
- Jurij Nagibin, Nocny gość: wybór opowiadań, przeł. Alicja i Anatol Sternowie, Państw. Instytut Wydawniczy, 1963
- Eugeniusz Winokurow, Światło i inne wiersze; wybrał Anatol Stern; [tł.], Państ. Instytut Wydawniczy, 1964
- Włodzimierz Majakowski, Liryka; oprac. i wstępem opatrzyli Seweryn Pollak i Anatol Stern, Państ. Instytut Wydawniczy, 1965
- Mieczysław Szczuka. Oprac. Anatol Stern i Mieczysław Berman, Wydawnictwa Artystyczne i Filmowe, 1965
- Ziemia gorąca: antologia współczesnej poezji bułgarskiej. Wybór i oprac. Anna Kamieńska, Anatol Stern, Ludowa Spółdzielnia Wydawnicza, 1968

### Scenariusze filmowe
- 1928 – Przedwiośnie
- 1929 – Szlakiem hańby, Grzeszna miłość
- 1930 – Na Sybir, Niebezpieczny romans, Kult ciała, Wiatr od morza, Uroda życia
- 1931 – Uwiedziona, Krwawy wschód, Serce na ulicy
- 1932 – Rok 1914
- 1934 – Co mój mąż robi w nocy…, Czarna perła, Młody Las
- 1936 – Barbara Radziwiłłówna, Róża, Wierna rzeka, Pan Twardowski, Jego wielka miłość
- 1937 – Znachor, Pani minister tańczy
- 1938 – Ostatnia brygada, Profesor Wilczur, Kobiety nad przepaścią, List do matki, Druga młodość, Gehenna, Moi rodzice rozwodzą się
- 1939 – Moi rodzice rozwodzą się, U kresu drogi, Kłamstwo Krystyny
- 1943 – Od Latrum do Gazali

## Odznaczenia
- Krzyż Kawalerski Orderu Odrodzenia Polski[11]

## Inne informacje
- Wiersz Sterna Nimfy został wykorzystany w piosence Pidżamy Porno Nimfy (Baby) (wydanej na płycie Ulice jak stygmaty – absolutne rarytasy w 1999).